# BWF Grand Prix 2014
Der BWF Grand Prix 2014 war die achte Auflage des BWF Grand Prix im Badminton. Er startete am 21. Februar 2014 mit dem India Open Grand Prix Gold und endete mit den US Grand Prix am 13. Dezember 2014.

## Turnierplan
| Nr. | Offizieller Titel              | Austragungsort                           | Stadt               | Datum      | Datum      | Preisgeld US-Dollar |
| Nr. | Offizieller Titel              | Austragungsort                           | Stadt               | Start      | Ende       | Preisgeld US-Dollar |
| --- | ------------------------------ | ---------------------------------------- | ------------------- | ---------- | ---------- | ------------------- |
| 1   | India Open Grand Prix Gold     | Babu Banarasi Das Indoor Stadium         | Lucknow             | 2014/1/21  | 2014/1/26  | $120,000            |
| 2   | German Open                    | RWE Sporthalle                           | Mülheim an der Ruhr | 2014/2/25  | 2014/3/2   | $120,000            |
| 3   | Swiss Open                     | St. Jakobshalle                          | Basel               | 2014/3/11  | 2014/3/16  | $125,000            |
| 4   | Malaysia Open Grand Prix Gold  | Stadium Perbandaran Pasir Gudang         | Johor Bahru         | 2014/3/25  | 2014/3/30  | $120,000            |
| 5   | New Zealand Open               | North Shore Events Centre                | Auckland            | 2014/4/14  | 2014/4/19  | $50,000             |
| 6   | China Masters                  | Olympic Sports Center Xincheng Gymnasium | Jiangsu             | 2014/4/15  | 2014/4/20  | $120,000            |
|     | Thailand Open                  | Nimibutr Stadium                         | Bangkok             | 2014/6/3   | 2014/6/8   | $120,000            |
| 7   | Canada Open                    | UBC Thunderbird Arena                    | Vancouver           | 2014/7/1   | 2014/7/6   | $50,000             |
| 8   | US Open                        | Suffolk County Community College         | New York City       | 2014/7/8   | 2014/7/13  | $120,000            |
| 9   | Chinese Taipei Open            | Taipei Arena                             | Taipeh              | 2014/7/15  | 2014/7/20  | $200,000            |
| 10  | Russia Open                    | Sports Hall Olympic                      | Wladiwostok         | 2014/7/22  | 2014/7/27  | $50,000             |
| 11  | Brazil Grand Prix              | Comissão de Desporto da Aeronáutica      | Rio de Janeiro      | 2014/8/5   | 2014/8/10  | $50,000             |
| 12  | Vietnam Open                   | Tan Binh Sports Center                   | Ho-Chi-Minh-Stadt   | 2014/9/2   | 2014/9/7   | $50,000             |
| 13  | Indonesia Open Grand Prix Gold | Jakabaring Sport City                    | Palembang           | 2014/9/9   | 2014/9/14  | $125,000            |
|     | London Grand Prix Gold         | Copper Box                               | London              | 2014/9/30  | 2014/10/5  | $120,000            |
| 14  | Dutch Open                     | Topsportcentrum Almere                   | Almere              | 2014/10/7  | 2014/10/12 | $50,000             |
| 15  | Bitburger Open                 | Saarlandhalle                            | Saarbrücken         | 2014/10/28 | 2014/11/2  | $120,000            |
| 16  | Korea Open Grand Prix          | Jeonju Indoor Stadium                    | Jeonju              | 2014/11/4  | 2014/11/9  | $120,000            |
| 17  | Scottish Open                  | Emirates Arena                           | Glasgow             | 2014/11/19 | 2014/11/23 | $50,000             |
| 18  | Macau Open                     | Tap Seac Multisport Pavilion             | Macau               | 2014/11/25 | 2014/11/30 | $120,000            |
| 19  | US Grand Prix                  | Orange County Badminton Club             | Orange              | 2014/12/08 | 2014/12/13 | $50,000             |

## Die Sieger
| Veranstaltung       | Herreneinzel            | Dameneinzel         | Herrendoppel                             | Damendoppel                                | Mixed                                  |
| ------------------- | ----------------------- | ------------------- | ---------------------------------------- | ------------------------------------------ | -------------------------------------- |
| India Open GPG      | Xue Song                | Saina Nehwal        | Li Junhui Liu Yuchen                     | Chen Qingchen Jia Yifan                    | Wang Yilu Huang Yaqiong                |
| German Open         | Arvind Bhat             | Sayaka Takahashi    | Takeshi Kamura Keigo Sonoda              | Misaki Matsutomo Ayaka Takahashi           | Robert Blair Imogen Bankier            |
| Swiss Open          | Viktor Axelsen          | Wang Yihan          | Chai Biao Hong Wei                       | Bao Yixin Tang Jinhua                      | Chris Adcock Gabrielle Adcock          |
| Malaysia GPG        | Simon Santoso           | Yao Xue             | Danny Bawa Chrisnanta Chayut Triyachart  | Huang Yaqiong Yu Xiaohan                   | Lu Kai Huang Yaqiong                   |
| New Zealand Open    | Wang Tzu-wei            | Nozomi Okuhara      | Selvanus Geh Kevin Sanjaya Sukamuljo     | Tang Hetian Renuga Veeran                  | Alfian Eko Prasetya Annisa Saufika     |
| China Masters       | Lin Dan                 | Liu Xin             | Kang Jun Liu Cheng                       | Luo Ying Luo Yu                            | Lu Kai Huang Yaqiong                   |
| Canadian Open       | Lee Hyun-il             | Michelle Li         | Liang Jui-wei Lu Chia-bin                | Choi Hye-in Lee So-hee                     | Max Schwenger Carla Nelte              |
| US Open             | Nguyễn Tiến Minh        | Zhang Beiwen        | Maneepong Jongjit Nipitphon Puangpuapech | Shendy Puspa Irawati Vita Marissa          | Muhammad Rizal Vita Marissa            |
| Chinese Taipei Open | Lin Dan                 | Sung Ji-hyun        | Andrei Adistia Hendra Gunawan            | Nitya Krishinda Maheswari Greysia Polii    | Liu Yuchen Yu Xiaohan                  |
| Russia Open         | Vladimir Ivanov         | Aya Ohori           | Kenta Kazuno Kazushi Yamada              | Yuriko Miki Koharu Yonemoto                | Ryota Taohata Misato Aratama           |
| Brazil Open         | Scott Evans             | Zhang Beiwen        | Max Schwenger Josche Zurwonne            | Johanna Goliszewski Carla Nelte            | Max Schwenger Carla Nelte              |
| Vietnam Open        | Dionysius Hayom Rumbaka | Nozomi Okuhara      | Andrei Adistia Hendra Gunawan            | Maretha Dea Giovani Rosyita Eka Putri Sari | Muhammad Rizal Vita Marissa            |
| Indonesia GPG       | H. S. Prannoy           | Adriyanti Firdasari | Markus Fernaldi Gideon Markis Kido       | Shendy Puspa Irawati Vita Marissa          | Ricky Widianto Richi Puspita Dili      |
| Dutch Open          | Ajay Jayaram            | Zhang Beiwen        | Baptiste Carême Ronan Labar              | Eefje Muskens Selena Piek                  | Ricky Widianto Richi Puspita Dili      |
| Bitburger Open      | Chou Tien-chen          | Sun Yu              | Wang Yilu Zhang Wen                      | Ou Dongni Yu Xiaohan                       | Zheng Siwei Chen Qingchen              |
| Scottish Open       | Ville Lång              | Sayaka Sato         | Mathias Christiansen David Daugaard      | Gabriela Stoeva Stefani Stoeva             | Robert Blair Imogen Bankier            |
| Macau Open          | Xue Song                | P. V. Sindhu        | Danny Bawa Chrisnanta Chayut Triyachart  | Ou Dongni Yu Xiaohan                       | Edi Subaktiar Gloria Emanuelle Widjaja |
| US Open Grand Prix  | Hsu Jen-hao             | Zhang Beiwen        | Adam Cwalina Przemysław Wacha            | Hsieh Pei-chen Wu Ti-jung                  | Peter Käsbauer Isabel Herttrich        |